# Cornelis Vreeswijk
Cornelis Vreeswijk, nació el 8 de agosto de 1937 en Ĳmuiden, (Velsen), Holanda. Murió el 12 de noviembre de 1987 en la congregación Katarina de Estocolmo. Fue un trovador holandosueco, además de compositor, poeta y actor. Luego de su muerte, llegó a ser considerado como uno de los más grandes trovadores de la historia de Suecia conjuntamente con Carl Michael Bellman y Evert Taube.
Cornelis Vreeswijk nació en Holanda, pero a los trece años de edad se trasladó con su familia a Ekerö, Suecia. Allí se consagró durante los años 60 como cantante popular, autor y actor. Vreeswijk fue productivo hasta el día de su muerte y además de sus propias composiciones, interpretó a Carl Michael Bellman, Víctor Jara, Povel Ramel, Evert Taube y Lars Forssell. Ofreció muchos conciertos y vivió una dura vida en continuas giras. Su vida privada fue por momentos tormentosa. Con sus textos y su música se convirtió en un muy querido cantante popular. A pesar de su enorme popularidad, Cornelis jamás recibió la nacionalidad sueca.

## Biografía

### Primeros años
Cornelis Vreeswijk nació en la ciudad portuaria de Ĳmuiden en Holanda. Su padre, Jacob Vreeswijk, era dueño de una empresa de transportes con flota de taxs y camiones. Su madre se llamaba Jeanne. Tuvo tres hermanas menores: Marianne (nacida en 1939), Ida (nacida en 1943) y Tonny (nacida en Suecia en 1952). El mismo Cornelis ha descrito su vida familiar como "una gran apariencia idílica", al menos hasta los comienzos de la segunda guerra cuando Alemania ocupó Holanda en 1940. Hasta ese entonces su familia gozaba de bienestar lo cual cambió durante la guerra y la ocupación. Los vehículos de la empressa de Jacob Vreeswijk fueron confiscados y a raíz de eso, la empresa dejó de funcionar. 
En 1949 el padre viajó a Suecia y a su regreso tuvo la idea de mudarse a allí con su familia. En noviembre de 1950 la familia Vreeswijk viajó a Ekerö en las afueras de Estocolmo. El padre recibió trabajo como mecánico de autos en Estocolmo. Cornelis comenzó a ir a la escuela de Sundby y pronto fue trasladado a la escuela popular de Träkvista. A pesar de no saber ni una palabra de sueco logró llevar el trabajo escolar sin problemas entre otras cosas aprendiendo las lecciones de memoria. Trabajó duramente para adquirir conocimientos en el nuevo idioma. Él contaba entre otras cosas que la revista Fantasma  era una de sus mejores fuentes de conocimiento, pero también leía prosa y poesía suecas.
Luego de obtener su examen en la escuela real de Sankt Göran en Stockholm, Cornelis se lanzó al mar en una embarcación como alumno de maquinista pero se retiró luego de cuatro meses. Más tarde trabajó como corredor de oficinas, en planta de fábrica y como asistente de mediciones terrenales en Lidingö hacia donde la familia ya se había mudado. Fue durante este tiempo que aprendió a tocar la guitarra y escribir sus propias canciones, mayormente para divertir a sus amigos. Vreeswijk compró su primera guitarra en 1953 y escuchó a Georges Brassens en la Radio Luxemburgo. Su hermana Ida contaba en el documental de televisión de Tom Alandh que también era dueño de una trompeta, pero que jamás fue un buen trompetista. Vreeswijk deseaba ser  periodista, pero sus calificaciones no le alcanzaron para ingresar al instituto de periodismo. Otra posibilidad era la de estudiar para sociólogo, Cornelis comenzó por eso a estudiar en la Escuela Superior de Sociología de la universidad de Estocolmo. Durante un corto período de trabajo como cuidador de enfermos mentales en el hospital de Beckomberga, conoció a Ingalill Rehnberg. En 1962 contrajeron matrimonio y dos años más tarde nació su hijo, Jack Vreeswijk.
En 1961 su padre, su madre y las hermanas Marianne y Tonny regresaron a Holanda mientras que Cornelis e Ida eligieron quedarse en Suecia.

## Discografía

### Discos producidos y distribuidos en Suecia
| - Ballader och oförskämdheter (1964) - Visor och oförskämdheter (1965) - Ballader och grimascher (1965) - Grimascher och telegram (1966) - Tio vackra visor och Personliga Person (1968) - Cornelis sjunger Taube (1969) - Poem, ballader och lite blues (1970) - Östen, Ernst-Hugo & Cornelis på börsen (1970) - Spring mot Ulla, spring! Cornelis sjunger Bellman (1971) - Cornelis Live (1972) - Visor, svarta och röda (1972), Cornelis Vreeswijk sjunger Lars Forssell - I stället för vykort (1973) - Linnéas fina visor (1973) - Getinghonung (1974) - Narrgnistor och transkriptioner (1976) - Movitz! Movitz! (1977) | - Cornelis sjunger Victor Jara. Rätten till ett eget liv\|Cornelis sjunger Victor Jara (1978) - Narrgnistor 2, En halv böj blues och andra ballader (1978) - Felicias svenska suite (1978) - Vildhallon (1979) - Cornelis Live Montmartre/Köpenhamn (1979) - Jazz Incorporated (1979) - Turistens klagan (1980) - En spjutkastares visor (1980) - Bananer – bland annat... (1980) - Cornelis sjunger Povel (1981) - Hommage till Povel (1981) - Hommager & pamfletter (1981) - Cornelis bästa (1985) - Mannen som älskade träd (1985) - I elfte timmen (1986) - Till Fatumeh – Rapport från de osaligas ängder.... (1987) |

### Producciónpostmortem
| - Cornelis sjunger Bellman och Forssell (1990) - Mäster Cees memoarer\|Mäster Cees memoarer vol. 1–5 (1993) - Cornelis på Mosebacke (1995) - Guldkorn från Mäster Cees memoarer (1996) - Gömda guldkorn (1998) - Till sist (2000) | - Bellman, Taube och lite galet (2000) - En fattig trubadur (2000) - Black girl (2002) - Bästa (Cornelis Vreeswijk samlingsalbum)\|Bästa (2003) - Cornelis i Saltis (2004) - CV Det Bästa Med Cornelis Vreeswijk (2007) |

### Discos producidos en los Países Bajos
- Cornelis Vreeswijk (musikalbum)|Cornelis Vreeswijk (1972)
- Leven en laten leven (1973)
- Liedjes voor de Pijpendraaier en mijn Zoetelief (1974)
- Foto's en een souvenir: Vreeswijk zingt Croce (1976)
- Het recht om in vrede te leven (1977)
- Het beste van Cornelis Vreeswijk (1978)
- Ballades van de gewapende bedelaar (1982)

### Producciónpostmortem
- Veronica (1998)
- 2002 - Een Hommage

### Simples y LP producidos en los Países Bajos
- 1966 - De nozem en de non - simple
- 1966, 1972 - De nozem en de non - EP

- 1972 - Veronica 538 - EP
- 1972 - Veronica - simple
- 1972 - Jantjes blues - simple
- 1973 - De bekommerde socialist - simple
- 1974 - Ik wil't niet pikken - simple
- 1976 - Bakker de baksteen - simple
- 1976 - Daarom noem ik je "m'n liefste" in een lied - simple
- 1978 - Varen Met Torline - Flexisimple
- 1982 - De Beerenburgerblues - simple
- 1982 - Is er nog plaats in de schuilkelder? - simple

### Producciónpostmortem
- 2002 - De nozem en de non - simple